# さいたま市立西原中学校
さいたま市立西原中学校（さいたましりつ にしはらちゅうがっこう）は、埼玉県さいたま市岩槻区大字岩槻にある公立中学校。

## 沿革
- 1984年（昭和59年）4月1日 - 開校。
- 2003年（平成15年）4月1日 - 特別支援学級を新設。
- 2005年（平成17年）4月1日 - 岩槻市がさいたま市に編入合併され、校名をさいたま市立西原中学校に改称。

## 部活動

### 運動部
- 野球部
- サッカー部
- ソフトテニス部（男子・女子）
- バスケットボール部（男子・女子）
- バレーボール部（女子）
- 剣道部
- 柔道部

### 文化部
- 吹奏楽部
- 美術部
- 科学部

## 交通アクセス
- 東武野田線（東武アーバンパークライン）岩槻駅から徒歩22分。